# ОШ „Алекса Дејовић” Севојно
ОШ „Алекса Дејовић” Севојно основана је 24. октобра 1889. године решењем Министарства просвете Краљевине Србије, али је због недостатка одговајућег простора била смештена у Ужицу. Од 1892. године пресељава се у Севојно, у адаптиране просторије општинске суднице.

## Историјат
У предратном периоду, школа је носила име „Државна народна школа Живојин Мишић”. Своје данашње име добила је 1962. године по свом бившем ученику и народном хероју Алекси Дејовићу који је био политички комесар Друге пролетерске бригаде и који је подлегао ранама 9. априлa 1943. године у близини Фоче.
Школске 1962/1963. године изграђена је нова зграда са бољим условима за извођење наставе и новим кабинетима. Te школске године школа почиње рад са 608 ученика у 16 одељења које је учило 12 учитељa, 5 наставника и 2 професора. Из године у годину са привредним развојем Севојна долази до раста броја ученика и потребе проширења школског простора. Школа је реконструисана и дограђена 1983. године.
Године 1995. у састав школе, као издвојена одељења улазе осморазредна школа у Крвавцима и четвороразредна у Злакуси. Школа у Крвавцима је основана 1909. године, a школа у Злакуси 1939. године.
Данас основна школа обухвата подручије источног дела Града Ужица, односно места: Севојно, Крвавце, Поточање, Горјане, Потпећe и Злакусу. Матична школа је у Севојну, a издвојена одељења у Крвавцима и Злакуси.